# Kanton Rosporden
Rosporden is een voormalig kanton van het Franse departement Finistère. Het kanton maakte deel uit van het arrondissement Quimper. Het werd opgeheven bij decreet van 13 februari met uitwerking op 22 maart 2015.
De gemeenten werden toegevoegd aan het kanton Concarneau.

## Gemeenten
Het kanton Rosporden omvatte de volgende gemeenten:
- Elliant
- Rosporden (hoofdplaats)
- Saint-Yvi
- Tourch